# Stora Agnsjön (Hemsjö socken, Västergötland)
Stora Agnsjön är en sjö i Alingsås kommun i Västergötland och ingår i Göta älvs huvudavrinningsområde. Sjön har en area på 0,104 kvadratkilometer och ligger 136,9 meter över havet.

## Delavrinningsområde
Stora Agnsjön ingår i det delavrinningsområde (641482-129978) som SMHI kallar för Utloppet av Torskabotten. Medelhöjden är 139 meter över havet och ytan är 8,37 kvadratkilometer. Räknas de 10 avrinningsområdena uppströms in blir den ackumulerade arean 109,03 kvadratkilometer. Laxån som avvattnar avrinningsområdet har biflödesordning 3, vilket innebär att vattnet flödar genom totalt 3 vattendrag innan det når havet efter 40 kilometer. Avrinningsområdet består mestadels av skog (75 %). Avrinningsområdet har 1,01 kvadratkilometer vattenytor vilket ger det en sjöprocent på 12,1 %. Bebyggelsen i området täcker en yta av 0,19 kvadratkilometer eller 2 % av avrinningsområdet.